# Picún Leufú
Picún Leufú è una città dell'Argentina, capoluogo dell'omonimo dipartimento nella provincia di Neuquén.